# شحن الهاتف بالخلايا الشمسية

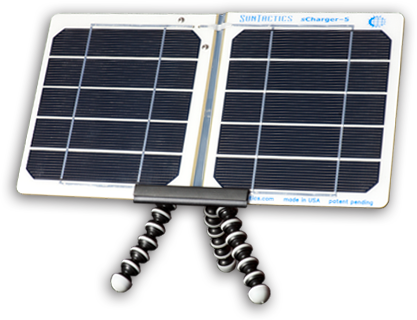
خلايا الشحن الشمسية للهواتف المحمولة

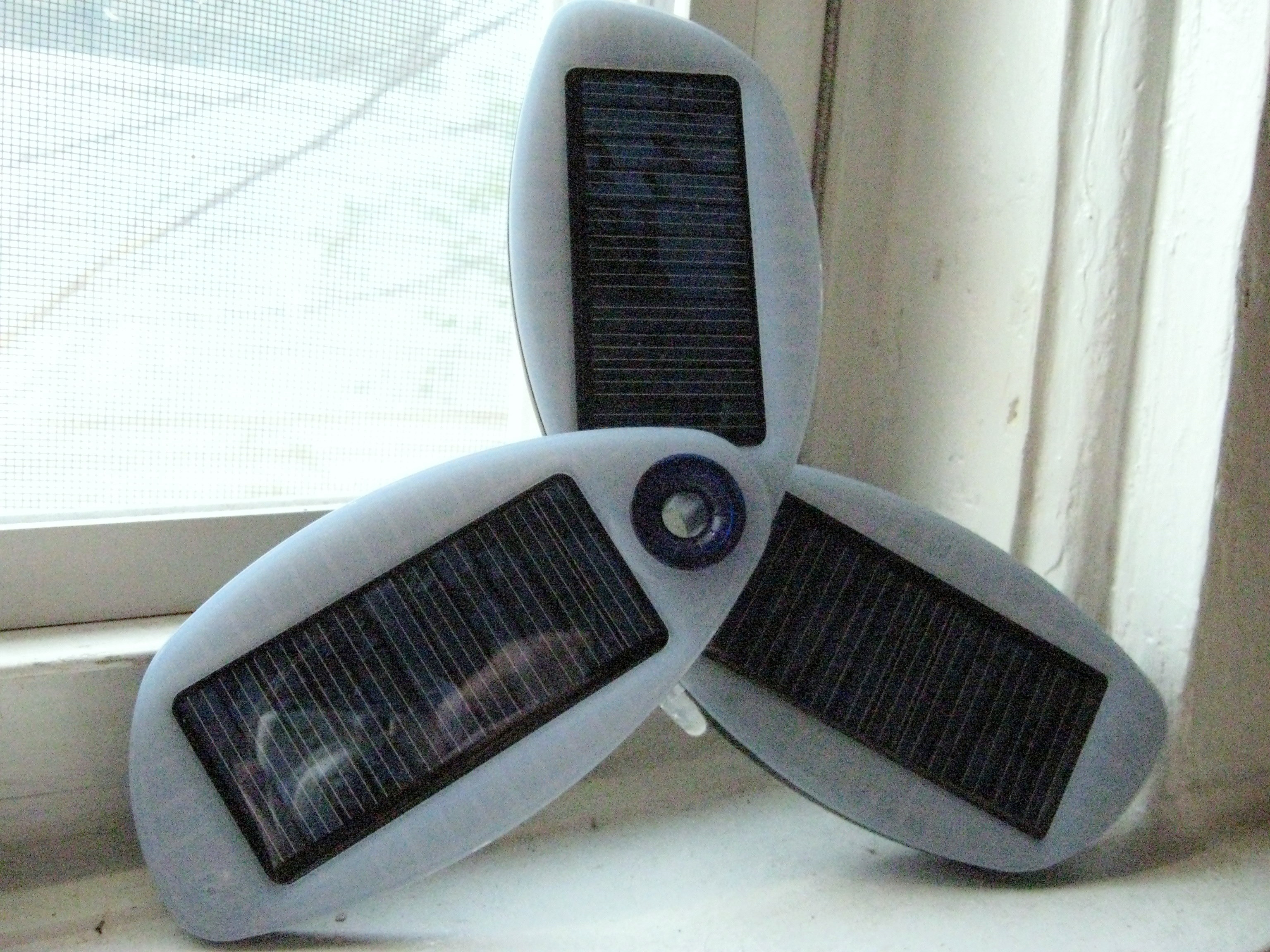
خلايا الشحن الشمسية للهواتف المحمولة

شحن الهاتف بالخلايا الشمسية أو خلايا الشحن الشمسية للهواتف المحمولة هي عملية استخدام الألواح الشمسية لشحن بطاريات الهواتف المحمولة. فهي بديل لشواحن الهواتف النقالة الكهربائية التقليدية وفي بعض الحالات يمكن توصيله إلى مقبس التيار الكهربائي.
وهناك أيضا خلايا الشحن الشمسية العامة للهواتف المحمولة التي يمكن تركيبها بشكل دائم في الأماكن العامة مثل الشوارع والمتنزهات والساحات.

## أشكالها
الخلايا الشمسية المستخدمة كشاحن للهاواتف المحمولة تأتي في مختلف الأشكال تشمل الانواع القابلة للطيّ  والانواع الدوّارة .
كما أنها تأتي على شكل الأشرطة ، مع خلايا شمسية على السطح الخارجي و بطارية نيكل-هيدريد فلز في الداخل.تكنولوجيا الخلايا الشمسية الحالية تحد من الفعالية والتطبيق العملي للشواحن الشمسية للاستخدام اليومي. تختلف أوقات شحن الهاتف اعتمادا على سعة البطارية المثبتة التي تستمر في الزيادة، مما يزيد من وقت شحن الشواحن الشمسية.